# Det är det pojkar gör när kärleken dör
Det är det pojkar gör när kärleken dör är ett album från 2007 med Martin Stenmarck. Låg som bäst fyra på den svenska försäljningslistan i november 2007. Singeln 100 år från nu (Blundar) nådde förstaplatsen på singellistan.

## Låtlista
1. Rubb och stubb (3.05)
2. 100 år från nu (Blundar) (3.51)
3. Det ska vara fest den dagen jag dör (4.19)
4. Liten man på jorden (3.49)
5. Psalm nr 2 (5.01)
6. Det är det pojkar gör när kärleken dör (3.29)
7. Ful (4.24)
8. Dagen D (3.46)
9. Den långa vägen hem (4 km-sången) (4.14)
10. 100 år från nu (Blundar) (3.34) Bassflow Remix
11. Som en sten (4.11)

## Listplaceringar
| Lista (2007-2008) | Topplacering |
| ----------------- | ------------ |
| Sverige           | 4            |

### Fotnoter
1. ↑  ”Det är det pojkar gör när kärleken dör”. Hitparad. http://hitparad.se/showitem.asp?interpret=Martin+Stenmarck&titel=Det+%E4r+det+pojkar+g%F6r+n%E4r+k%E4rleken+d%F6r&cat=a. Läst 27 november 2012.